# Charles Pieri
Pour les articles homonymes, voir Pieri.
Charles Pieri, né le 17 avril 1950  à Bastia, est un militant nationaliste corse, également connu pour ses liens supposés avec le grand banditisme corse. Il est le père de Christophe Pieri et Elodie Pieri.

## Biographie
Dans sa jeunesse, d'abord syndicaliste CFDT, Charles Pieri est fonctionnaire à l'office d'HLM de Bastia. Il se lance dans le nationalisme au début des années 1980. Il est clandestin la nuit et politique le jour. Il est, en 1983 et 1995, le candidat nationaliste aux élections municipales de Bastia. Il est alors soupçonné d'avoir participé à l'assassinat d'un légionnaire, tué à Sorbo-Ocagnano, le 11 février 1982. Incarcéré, évadé avec Francis Mariani, repris puis de nouveau écroué, il est finalement acquitté par la cour d'assises de Bordeaux en 1988. Entre-temps, Pieri s'est forgé une réputation : il figure sur l'affiche des six militants les plus recherchés par la police. Le ministre de l'intérieur de l'époque, Charles Pasqua, veut le faire tomber.
Il devient à la fin des années 1990 le principal leader du FLNC-Canal Historique en Haute-Corse. Il aurait participé aux négociations avec Charles Pasqua en 1993 - 1994 selon François Santoni son alter ego en Corse-du-Sud. Il échappe à un attentat à la voiture piégée le 1er juillet 1996 à Bastia. Il y perd un ami, Pierre Lorenzi, son œil droit et une partie de son audition. Il entre en lutte ouverte avec François Santoni quand celui-ci fait sécession en 1998. 
Il est aujourd'hui considéré comme un des ex-chefs du FLNC Union des combattants (FLNC UC), l'une des deux actuelles organisations clandestines nationalistes corses.
On prête à Charles Pieri des relations avec le grand banditisme corse[réf. nécessaire], notamment avec Francis Mariani, qui fut un des chefs du gang de la Brise de mer. 
Il a été condamné en 2005 à dix ans de prison pour malversations financières en relation avec une entreprise terroriste, peine réduite à huit ans en appel.

### Malversations financières et nationalisme: le « système Pieri »
Charles Pieri a été reconnu coupable d'une série de malversations en puisant dans les comptes de plusieurs sociétés. Ces ponctions servaient à financer ses besoins personnels, ainsi que celui de ses proches et de ses affidés. Il est soupçonné d'avoir prélevé de l'argent sur les recettes de l'hôtel du Golfe, à Saint-Florent (Haute-Corse) et de la Corsica Gardiennage Services (CGS), deux entreprises dont il fut l'un des co-gérants de fait. 
Une somme de 100 000 € semble avoir été transférée du compte de l'hôtel du Golfe de Saint-Florent vers son compte personnel. 
L'argent de CGS aurait servi à l'achat d'encarts publicitaires dans le magazine indépendantiste U Ribombu. L'enquête a mis en évidence les « rapports étroits et intimes entre CGS et les poseurs de bombes » du FLNC-UC. CGS constituait une « réserve à soldats » du groupe paramilitaire. Des primes étaient ainsi versées à ceux qui participaient à des attentats.

### Emprisonnement
Le 20 mai 2005, Charles Pieri est condamné à dix ans de prison, pour abus de biens sociaux, extorsion de fonds, financement de terrorisme et association de malfaiteurs en relation avec une entreprise terroriste. Son ami Charles Philippe Paoli, 36 ans, est condamné à sept ans de prison en première instance.
En novembre 2005, Charles Pieri est rejugé par la cour d'appel de Paris. Il est condamné à huit ans de prison.
Incarcéré depuis décembre 2003, il bénéficie d'un régime de semi-liberté et sort de prison le 6 juillet 2009. Il travaille le jour dans une entreprise et dort le soir en prison. Il a une interdiction de se rendre en Corse et de rencontrer certaines personnes liées aux infractions commises. En janvier 2010, il pourra être dispensé de nuits en prison avec une libération conditionnelle classique.
Le 19 juin 2011, ayant cessé de répondre à son contrôle judiciaire depuis le début de l'année, il est arrêté en possession d'armes et de faux documents et remis en détention pour les huit mois qui lui restent à purger.
Le 11 juillet 2013, une peine de trois ans et six mois de prison est requise à son encontre pour acquisition et détention d'armes, alors que son fils Christophe a été condamné à deux ans ferme pour les mêmes faits,.
Le 21 septembre 2015, à la suite d'un retard dans l'examen d'une demande de mise en liberté, il est libéré sous bracelet électronique pour vice de procédure alors qu'il aurait dû encore purger un an de détention pour plusieurs condamnations.

### Désaveu politique local - février 2018
À la suite de la célébration du vingtième anniversaire de l'assassinat du préfet Érignac, un message est posté le 7 février 2018 sur le compte Facebook « Di l'altu pianu » attribué à Charles Pieri, comparant la veuve du  préfet Érignac aux femmes françaises ayant collaboré avec les Allemands pendant la Seconde Guerre mondiale. Le président autonomiste du Conseil exécutif de Corse Gilles Simeoni se désolidarise aussitôt et fermement du message. Une enquête est ouverte le 11 février 2018. Le président de l'Assemblée de Corse Jean-Guy Talamoni ne réagit pas au texte, laissant son parti publier un tweet le 12 février déclarant « Si chaque citoyen a le droit de s’exprimer en son nom sur des réseaux sociaux et d’en assumer la teneur, cela ne saurait en aucun cas engager Corsica Libera qui, par ailleurs, ne partage pas le contenu de ce texte »,. Le 13 février Charles Pieri est convoqué à la gendarmerie de Ghisonaccia et placé en garde à vue. Son domicile est perquisitionné dans la journée par la section de recherche d'Ajaccio.

## Sources
- « Le Système Pieri en appel », in Libération, 25 novembre 2005
- « En Corse, le déclin de l'empire de Charles Pieri », in Libération, 12 septembre 2005